# Zlatka
Zlatka je žensko osebno ime.

## Izvor imena
Ime Zlatka je različica ženskega osebnega imena Zlata.

## Pogostost imena
Po podatkih Statističnega urada Republike Slovenije je bilo na dan 31. decembra 2007 v Sloveniji število ženskih oseb z imenom Zlatka: 1.198. Med vsemi ženskimi imeni pa je ime Zlatka po pogostosti uporabe uvrščeno na 171. mesto.